# Contea di Guastalla
La contea di Guastalla fu un antico Stato italiano, esistito dal 1428 al 1621, quando venne elevata a ducato.
Aveva come propria "capitale" la città di Guastalla nell'Italia del nord. Il titolo di conte venne conferito nel 1428 a Guido Torelli per i servigi resi al duca di Milano. La sua discendenza mantenne la reggenza del territorio sino al 1539, quando, trovandosi in ristrettezze economiche, la famiglia fu costretta a vendere i propri domini, acquistati dal principe Ferrante I Gonzaga. Da quel momento Guastalla aumentò notevolmente il proprio prestigio. Il Gonzaga era infatti uno dei più influenti uomini del suo tempo, dal punto di vista politico e militare. Quando morì, nel 1557, l'eredità passò al primogenito Cesare, il quale stabilì definitivamente la sua corte a Guastalla nel 1567. Molte opere quali la chiesa, la zecca, la via Gonzaga ed il completamento del palazzo ducale furono fatti realizzare da lui. Nel 1575 gli succedette il figlio Ferrante II.
Un altro ramo della famiglia Torelli di Guastalla resse la contea di Montechiarugolo (separatasi dalla contea di Guastalla nel 1456) sino al 1612.

## Signori di Guastalla
- Giberto III da Correggio 1307-1321

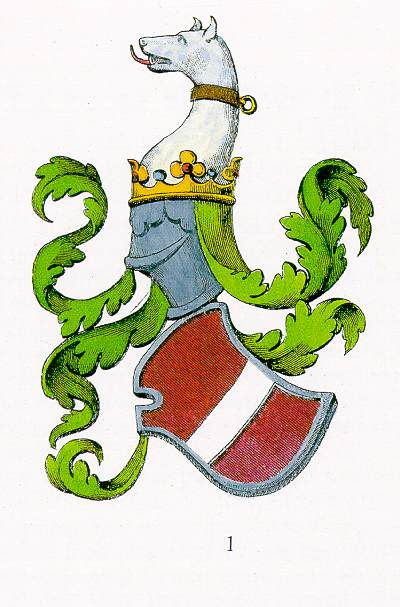
Antico stemma Da Correggio

- Simone da Correggio 1321-1346, assieme a:
  - Guido IV da Correggio
  - Azzo da Correggio
  - Giovanni da Correggio
- Al Ducato di Milano 1346-1402[2]
- Ottobuono de' Terzi 1403-1406
- Guido Torelli 1406-6 luglio 1428[3]

## Conti di Guastalla
Torelli 
- Guido Torelli (1428-1449)

Stemma Torelli

- Cristoforo I Torelli (1449-1456) con Pietro Guido I Torelli (1449-1460)
- Guido Galeotto Torelli (1460-1480) con Francesco Maria Torelli (1460-1486)
- Francesco Maria Torelli (1460-1486)
- Pietro Guido II Torelli (1486-1494)
- Achille Torelli (1494-1522)
- Ludovica Torelli (1522-1539)

 Gonzaga 

Stemma Gonzaga di Guastalla dal 1575

Ludovica Torelli vendette nel 1539 la contea a Ferrante I Gonzaga
- Ferrante I Gonzaga (1539-1557)
- Cesare I Gonzaga (1557-1575)
- Ferrante II Gonzaga (1575-1621).

Sotto Ferrante II, la Contea venne elevata nel 1621 a Ducato.